# دوغاب

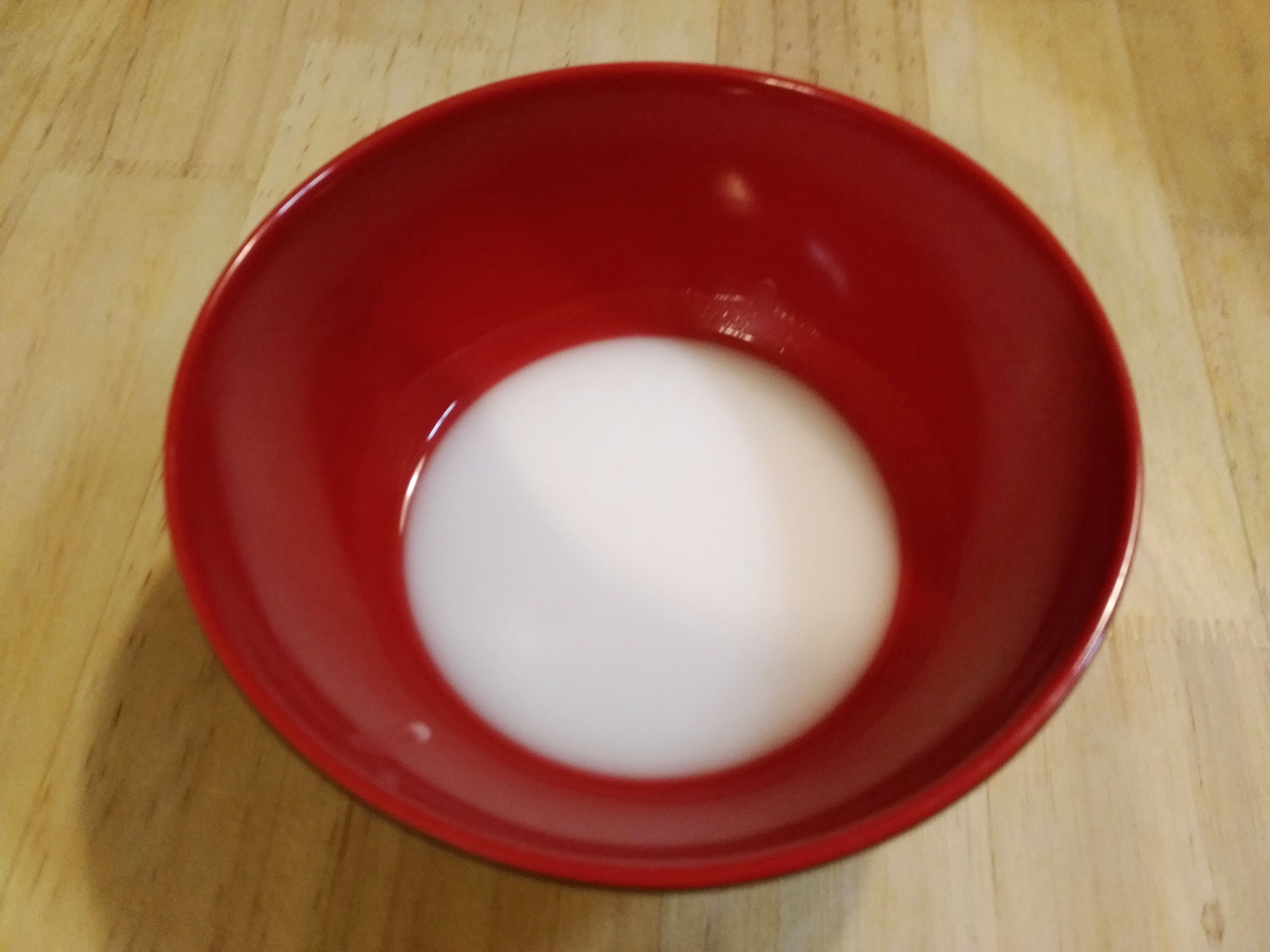
نمونه دوغاب

دوغاب به‌طور عمومی به سوسپانسیون‌های با ویسکوزیته نسبتاً بالا گفته می‌شود. دوغاب مخلوطی از جامدات چگال تر از آب در مایع که معمولاً آب است، می‌باشد.
اندازه ذرات جامد ممکن است از ۱ میکرون تا صدها میلی‌متر باشد.
یک دوغاب می‌تواند آمیزه‌ای باشد به‌صورت زیر:
- مخلوطی از آب و مخلوط سیمان در تولید بتن
- مخلوطی از پودرهای سرامیکی و افزودنی‌ها (شامل دیسپرسانت‌ها و …) برای شکل‌دهی بدنه‌های سرامیکی